# Powiat Groß-Gerau
Powiat Groß-Gerau (niem. Kreis Groß-Gerau) – powiat Niemczech, w kraju związkowym Hesja, w rejencji Darmstadt. Siedzibą powiatu jest miasto Groß-Gerau.

## Podział administracyjny
Powiat Groß-Gerau składa się z:
- 8 miast
- 6 gmin

Miasta:
| Lp. | Nazwa miasta         | Ludność (30.06.2013) | Powierzchnia km² |
| --- | -------------------- | -------------------- | ---------------- |
| 1   | Gernsheim            | 9998                 | 40,11            |
| 2   | Ginsheim-Gustavsburg | 15936                | 13,94            |
| 3   | Groß-Gerau           | 23947                | 54,47            |
| 4   | Kelsterbach          | 14039                | 15,38            |
| 5   | Mörfelden-Walldorf   | 32840                | 44,16            |
| 6   | Raunheim             | 14780                | 13,01            |
| 7   | Riedstadt            | 21961                | 73,76            |
| 8   | Rüsselsheim am Main  | 60507                | 58,30            |

Gminy:
| Lp. | Nazwa gminy         | Ludność (30.06.2013) | Powierzchnia km² |
| --- | ------------------- | -------------------- | ---------------- |
| 1   | Biebesheim am Rhein | 6284                 | 18,68            |
| 2   | Bischofsheim        | 12615                | 9,03             |
| 3   | Büttelborn          | 13969                | 30,01            |
| 4   | Nauheim             | 10215                | 13,77            |
| 5   | Stockstadt am Rhein | 5811                 | 18,72            |
| 6   | Trebur              | 13037                | 50,14            |